# Российский футбол в 2005 году

Обладатели Кубка УЕФА сезона 2004/2005 футболисты ЦСКА

2005 год вошёл в летопись истории российского футбола как год противоречий. С одной стороны, клуб, выступающий во внутреннем первенстве страны, впервые в футбольной истории России выиграл европейский кубковый трофей, с другой же, столь значимый клубный успех прошёл на фоне полного провала национальной сборной на международной арене. Российская команда не смогла решить главную задачу последних трёх лет, а именно добиться права на участие в финальной части чемпионата мира 2006 года.
18 мая футболисты ЦСКА выиграли Кубок УЕФА. Позже московский клуб выиграл Кубок России и напоследок оформил чемпионство в чемпионате страны, сделав тем самым своеобразный хет-трик. Кроме того, в руководящих эшелонах Российского футбольного союза произошли довольно значимые перестановки. Национальный чемпионат поднялся на 9-е место в европейском табеле о рангах.

## Изменения в Российском футбольном союзе
«Футбол — больше, чем игра!» — слоган РФС, принятый в 2005 году.
2 апреля Виталий Мутко был избран новым президентом Российского Футбольного Союза, сменив находившегося на этом посту более 10 лет Вячеслава Колоскова.
Двумя днями позже произошла замена главного тренера национальной сборной: вместо Георгия Ярцева команду возглавил Юрий Сёмин. Однако 10 ноября он по собственному желанию покинул пост главного тренера сборной России, не сумев выполнить поставленную перед ним задачу выхода в финальную стадию Чемпионата мира 2006 года. Исполняющим обязанности главного тренера стал Александр Бородюк.

## Первая сборная России
По результатам жеребьёвки отборочного турнира чемпионата мира — 2006 национальная сборная России попала в 3-ю европейскую квалификационную группу. На протяжении турнира сборная играла неровно, в результате судьба команды решалась в последнем матче. 12 октября в Братиславе российская команда в последнем матче отборочного турнира встречалась с национальной сборной Словакии. Победа в этом поединке позволяла россиянам гарантировать себе второе место в отборочной группе, тем самым давая шанс проверить свои силы в матче плей-офф. Однако игра завершилась нулевой ничьей, и сборная России заняла в своей группе третье место, пропустив вперёд сборные Португалии и Словакии.
| Команда     | Очки | Игры | В | Н | П  | ГЗ | ГП | ±   |
| ----------- | ---- | ---- | - | - | -- | -- | -- | --- |
| Португалия  | 30   | 12   | 9 | 3 | 0  | 35 | 5  | 30  |
| Словакия    | 23   | 12   | 6 | 5 | 1  | 24 | 8  | 16  |
| Россия      | 23   | 12   | 6 | 5 | 1  | 23 | 12 | 11  |
| Эстония     | 17   | 12   | 5 | 2 | 5  | 16 | 17 | -1  |
| Латвия      | 15   | 12   | 4 | 3 | 5  | 18 | 21 | -3  |
| Лихтенштейн | 8    | 12   | 2 | 2 | 8  | 13 | 23 | -10 |
| Люксембург  | 0    | 12   | 0 | 0 | 12 | 5  | 48 | -43 |

## Молодёжная сборная России
Молодёжная команда России на протяжении сезона решала задачу выхода на молодёжный чемпионат Европы. По итогам отборочного цикла первое место в группе заняла сборная Португалии, за второе развернулась борьба между молодёжными командами России и Словакии. На финише турнира обе сборные имели одинаковое количество очков (по 19, и одинаковое количество побед — по 6), однако, несмотря на то, что в очных встречах команды по разу друг друга обыграли, разница мячей в поединках была на стороне России (4-0 и 0-1), что и обеспечило ей второе место в группе.
| Команда    | Очки | Игры | В  | Н | П | З  | П  | ±   |
| ---------- | ---- | ---- | -- | - | - | -- | -- | --- |
| Португалия | 30   | 10   | 10 | 0 | 0 | 29 | 3  | 26  |
| Россия     | 19   | 10   | 6  | 1 | 3 | 24 | 6  | 18  |
| Словакия   | 19   | 10   | 6  | 1 | 3 | 12 | 9  | 3   |
| Латвия     | 12   | 10   | 3  | 3 | 4 | 10 | 16 | -6  |
| Эстония    | 3    | 10   | 0  | 3 | 7 | 4  | 24 | -20 |
| Люксембург | 2    | 10   | 0  | 2 | 8 | 4  | 25 | -21 |

В соответствии с регламентом турнира команды, занявшие вторые места в своих группах, выходили в плей-офф и разыгрывали между собой путёвку на чемпионат. Жеребьёвка определила в соперники россиянам сборную Дании. По результатам двух встреч сборная России проиграла датчанам, во второй игре установив рекорд в 5 удалений за матч, тем самым пропустив их на молодёжный чемпионат Европы-2006.
Стыковые матчи. 12 и 18 ноября 2005 года.
| Россия | Флаг России | 0—1 | Флаг Дании  | Дания  | 19:00 Краснодар |
| Дания  | Флаг Дании  | 3—1 | Флаг России | Россия | 19:00 Брондбю   |

## Женская сборная России
Первая женская сборная России не смогла пройти отбор на проходивший в 2005 году чемпионат Европы и участия в финальной стадии не приняла. Однако молодёжная сборная России на аналогичном турнире для девушек не старше 19 лет, проходившем в Венгрии, добилась серьёзного успеха. Победив в полуфинальном поединке сборную Германии во многом благодаря хет-трику Елены Даниловой, сборная России вышла в финал. Вторая полуфинальная встреча, в которой встретились сборные Франции и Финляндии, завершилась со счётом 1:0 в пользу француженок. Драматичный финал, основное и дополнительное время которого истекло при счёте 2:2, завершился серией послематчевых пенальти, в которой победили россиянки. Итоговый счёт серии 6:5. Этот трофей стал первым серьёзным достижением российского женского футбола.
| Полуфиналы |              |     |                |           |
| Россия     | Флаг России  | 4-2 | Флаг Германии  | Германия  |
| Франция    | Флаг Франции | 1-0 | Флаг Финляндии | Финляндия |

| Финал  |             |      |              |         |
| Россия | Флаг России | 2-2* | Флаг Франции | Франция |

* В серии пенальти 6:5.

## Национальное первенство

### Премьер-лига
Итоговая турнирная таблица Премьер-лиги после 30 туров.
|                   | М  |                | И  | В  | Н  | П  | З  | П  | РЗ  | Очки |
| ----------------- | -- | -------------- | -- | -- | -- | -- | -- | -- | --- | ---- |
| Чемпион           | 1  | ЦСКА           | 30 | 18 | 8  | 4  | 48 | 20 | +28 | 62   |
| Серебряный призёр | 2  | Спартак        | 30 | 16 | 8  | 6  | 47 | 26 | +21 | 56   |
| Бронзовый призёр  | 3  | Локомотив      | 30 | 14 | 14 | 2  | 41 | 18 | +23 | 56   |
|                   | 4  | Рубин          | 30 | 14 | 9  | 7  | 45 | 31 | +14 | 51   |
|                   | 5  | Москва         | 30 | 14 | 8  | 8  | 36 | 26 | +10 | 50   |
|                   | 6  | Зенит          | 30 | 13 | 10 | 7  | 45 | 26 | +19 | 49   |
|                   | 7  | Торпедо        | 30 | 12 | 9  | 9  | 37 | 33 | +4  | 45   |
|                   | 8  | Динамо         | 30 | 12 | 2  | 16 | 36 | 46 | -10 | 38   |
|                   | 9  | Шинник         | 30 | 9  | 11 | 10 | 26 | 31 | -5  | 38   |
|                   | 10 | Томь           | 30 | 9  | 10 | 11 | 28 | 33 | -5  | 37   |
|                   | 11 | Сатурн         | 30 | 8  | 9  | 13 | 23 | 25 | -3  | 33   |
|                   | 12 | Амкар          | 30 | 7  | 12 | 11 | 25 | 36 | -11 | 33   |
|                   | 13 | Ростов         | 30 | 8  | 7  | 15 | 26 | 41 | -15 | 31   |
|                   | 14 | Крылья Советов | 30 | 7  | 8  | 15 | 29 | 44 | -15 | 29   |
|                   | 15 | Алания         | 30 | 5  | 8  | 17 | 27 | 53 | -26 | 23   |
|                   | 16 | Терек          | 30 | 5  | 5  | 20 | 20 | 50 | -30 | 14*  |

* С Терека было снято 6 очков за несоблюдение трансферных обязательств перед другими клубами.
По итогам чемпионата:
- ЦСКА и «Спартак» получили право участвовать в турнире Лиги Чемпионов 2006/2007 года.
- «Локомотив» и «Рубин» вышли в Кубок УЕФА 2006/2007 года.
- «Алания» и «Терек» покинули Премьер-лигу, их места заняли лучшие команды Первого дивизиона, «Луч-Энергия» Владивосток и «Спартак» Нальчик.
- Впервые по итогам чемпионата из элитного дивизиона вылетел клуб, ранее становившийся чемпионом России («Алания» — чемпион 1995 года).
- После этого в Премьер-лиге 6 осталось лишь команд, выступавших во всех чемпионатах России в Высшем Дивизионе: московские клубы «Спартак», «Локомотив», ЦСКА, «Динамо», «Торпедо» и самарские «Крылья Советов».
- Право разыграть Суперкубок России 2006 года получили «ЦСКА» и «Спартак».

#### Лучшие бомбардиры первенства
| Место | Игрок               | Голов | Команда                 |
| ----- | ------------------- | ----- | ----------------------- |
| 1     | Дмитрий Кириченко   | 14    | ФК Москва               |
| 2     | Дерлей              | 13    | Динамо (Москва)         |
| 3     | Игорь Семшов        | 12    | Торпедо (Москва)        |
| 4     | Роман Павлюченко    | 11    | Спартак (Москва)        |
| 5     | Александр Панов     | 10    | Торпедо (Москва)        |
| 6     | Ивица Олич          | 10    | ЦСКА                    |
| 7     | Андрей Аршавин      | 9     | Зенит (Санкт-Петербург) |
| 8     | Джамбулат Базаев    | 9     | Алания (Владикавказ)    |
| 9     | Динияр Билялетдинов | 8     | Локомотив (Москва)      |
| 10    | Максим Бузникин     | 7     | ФК Ростов               |
| 11    | Вагнер Лав          | 7     | ЦСКА                    |
| 12    | Томаш Чижек         | 7     | Рубин (Казань)          |
| 13    | Роман Адамов        | 7     | Терек (Грозный)         |
| 14    | Александр Кержаков  | 7     | Зенит (Санкт-Петербург) |
| 15    | Андрей Гусин        | 7     | Крылья Советов (Самара) |

### Первый дивизион
Итоговая турнирная таблица Первого дивизиона чемпионата России 2005 года.
|  | №  | Команда                       | И  | В  | Н  | П  | З  | П   | РЗ  | Очки |
|  | -- | ----------------------------- | -- | -- | -- | -- | -- | --- | --- | ---- |
|  | 1  | Луч-Энергия Владивосток       | 42 | 27 | 11 | 4  | 81 | 32  | +49 | 92   |
|  | 2  | Спартак-Нальчик               | 42 | 25 | 11 | 6  | 67 | 36  | +31 | 86   |
|  | 3  | КАМАЗ Набережные Челны        | 42 | 26 | 6  | 10 | 80 | 32  | +48 | 84   |
|  | 4  | Химки                         | 42 | 23 | 13 | 6  | 75 | 36  | +39 | 82   |
|  | 5  | Кубань Краснодар              | 42 | 23 | 12 | 7  | 55 | 25  | +30 | 81   |
|  | 6  | Динамо Махачкала              | 42 | 23 | 7  | 12 | 64 | 41  | +23 | 76   |
|  | 7  | Урал Свердловская область     | 42 | 21 | 10 | 11 | 51 | 34  | +17 | 73   |
|  | 8  | Орёл                          | 42 | 17 | 12 | 13 | 55 | 48  | +7  | 63   |
|  | 9  | Спартак Челябинск             | 42 | 16 | 13 | 13 | 60 | 53  | +7  | 61   |
|  | 10 | Чкаловец-1936 Новосибирск     | 42 | 15 | 11 | 16 | 51 | 53  | -2  | 56   |
|  | 11 | Анжи Махачкала                | 42 | 14 | 13 | 15 | 47 | 48  | -1  | 55   |
|  | 12 | СКА-Энергия Хабаровск         | 42 | 15 | 9  | 8  | 40 | 43  | -3  | 54   |
|  | 13 | Динамо Брянск                 | 42 | 13 | 13 | 16 | 44 | 49  | -5  | 52   |
|  | 14 | Волгарь-Газпром Астрахань     | 42 | 14 | 9  | 19 | 50 | 56  | -6  | 51   |
|  | 15 | Локомотив Чита                | 42 | 14 | 8  | 20 | 57 | 67  | -10 | 50   |
|  | 16 | Авангард Курск                | 42 | 11 | 15 | 16 | 36 | 45  | -9  | 48   |
|  | 17 | Факел Воронеж                 | 42 | 13 | 7  | 22 | 39 | 60  | -21 | 46   |
|  | 18 | Металлург-Кузбасс Новокузнецк | 42 | 10 | 15 | 17 | 48 | 61  | -13 | 45   |
|  | 19 | Амур Благовещенск             | 42 | 10 | 7  | 25 | 44 | 70  | -26 | 37   |
|  | 20 | Металлург Липецк              | 42 | 7  | 5  | 30 | 40 | 78  | -38 | 26   |
|  | 21 | Петротрест Санкт-Петербург    | 42 | 7  | 5  | 30 | 37 | 107 | -70 | 26   |
|  | 22 | Сокол Саратов                 | 42 | 7  | 10 | 25 | 37 | 84  | -47 | 25*  |

* 6 очков снято за невыполнение финансовых обязательств перед другими клубами.

#### Лучшие бомбардиры Первого дивизиона Чемпионата России
| Место | Игрок           | Голы | Команда                     |
| ----- | --------------- | ---- | --------------------------- |
| 1     | Евгений Алхимов | 24   | Локомотив (Чита)            |
| 2     | Дмитрий Смирнов | 19   | Луч-Энергия (Владивосток)   |
| 3     | Дмитрий Акимов  | 18   | Чкаловец-1936 (Новосибирск) |
| 4     | Роман Монарёв   | 18   | КАМАЗ (Набережные Челны)    |
| 5     | Андрей Порошин  | 18   | Спартак (Нальчик)           |
| 6     | Вартан Мазалов  | 15   | Спартак (Челябинск)         |
| 7     | Андрей Тихонов  | 15   | ФК Химки                    |

### Второй дивизион
Победители пяти зон Второго дивизиона Чемпионата России пошли на повышение и следующий сезон начнут в Первом дивизионе. Этими клубами стали:
- Балтика (Калининград)  (Зона Запад)
- Салют-Энергия (Белгород)  (Зона Центр)
- Ангушт  (Зона Юг)
- Содовик (Стерлитамак)  (Зона Урал-Поволжье)
- Металлург (Красноярск)  (Зона Восток)

## Кубок России
Прошлогодний обладатель Кубка России, клуб «Терек», выбыл из борьбы за чашу на стадии 1/16 финала, проиграв по сумме двух встреч пермскому клубу «Амкар». ЦСКА, как и остальные команды Высшего дивизиона, включился в борьбу за трофей со стадии 1/16 финала. Первую же игру кубкового марафона армейцы проиграли саратовскому «Соколу» 0:2, однако на ответный матч в Москву саратовцы не явились. Техническая победа 3:0, присуждённая ЦСКА, вывела их в следующий круг. Вплоть до полуфинала турнира армейцы двигались без особых затруднений. В полуфинальном противостоянии, где в соперники московскому клубу выпал петербургский «Зенит», игры прошли в очень напряжённой и обоюдоострой борьбе. Команды добились домашних побед, но в итоге по лучшей разнице забитых и пропущенных мячей в финал вышел ЦСКА. В финальном поединке, прошедшем 29 мая на стадионе «Локомотив», армейцы Москвы переиграли подмосковный клуб «Химки» 1:0, став тем самым обладателями Кубка России сезона 2004/2005.

## Суперкубок России
Матч на Суперкубок России, в котором встречались чемпион страны 2004 года — клуб «Локомотив» Москва и обладатель кубка страны 2003/2004 — клуб «Терек», открывал футбольный сезон 2005 года. 6 марта на стадионе «Локомотив» в присутствии 9000 зрителей чемпион взял верх над обладателем кубка. Единственный гол в матче на 74-й минуте забил полузащитник москвичей Дмитрий Лоськов.

## Российские клубы в Европейских кубках Сезон 2004—2005
Европейский сезон 2003—2005 можно назвать лучшим за всё время выступления команд из России на европейской футбольной арене, даже несмотря на невыразительную игру, показанную клубами «Терек» и «Рубин». санкт-петербургский «Зенит» выступил на международной арене сравнительно успешно: из 8 проведённых им поединков в четырёх были достигнуты победы, но, несмотря на это, выйти в весеннюю стадию Кубка УЕФА клубу не удалось. Главным творцом европейского успеха клубного футбола России стал клуб ЦСКА, проведший в общей сложности 20 международных матчей в трёх европейских турнирах. Своё восхождение армейцы начали с квалификационного турнира Лиги Чемпионов. Без затруднений пройдя отбор, ЦСКА попал в группу H основной сетки турнира. Более именитые и опытные соперники москвичей подтвердили свой статус и не пустили чемпионов России в раунд плей-офф, оставив команду на итоговом третьем месте в группе. Тем не менее, заработанная третья позиция позволяла российскому клубу попробовать свои силы в играх плей-офф Кубка УЕФА. В этом турнире ЦСКА выступил куда успешней и в итоге добился победы. На пути к финалу по результатам двух встреч были обыграны: «Бенфика» (Португалия), «Партизан» (Сербия и Черногория), «Осер» (Франция), «Парма» (Италия). 18 мая в финальном поединке на своей домашней арене «Жозе Алваладе» был переигран клуб «Спортинг» Португалия.
Победа в Кубке УЕФА позволила армейцам побороться за Суперкубок УЕФА. Матч состоялся 26 августа в княжестве Монако, соперником россиян был победитель Лиги Чемпионов сезона 2004/2005 английский клуб «Ливерпуль». Основное время поединка закончилось со счётом 1:1, и уже в дополнительных таймах победу праздновали англичане — 3:1.

### ЦСКА
Лига чемпионов. Второй квалификационный раунд. 
| 1-й матч | 27 июля 2004   | Нефтчи (Баку, Азербайджан) 0-0 ЦСКА |
| 2-й матч | 4 августа 2004 | ЦСКА 2-0 Нефтчи (Баку, Азербайджан) |

Лига чемпионов. Третий квалификационный раунд. 
| 1-й матч | 10 августа 2004 | ЦСКА 2-1 Рейнджерс (Шотландия) |
| 2-й матч | 24 августа 2004 | Рейнджерс (Шотландия) 1-1 ЦСКА |

Лига чемпионов. Групповой этап, группа H.
| 1-й матч | 15 сентября 2004 | Порту (Португалия) 0-0 ЦСКА |
| 2-й матч | 29 сентября 2004 | ЦСКА 2-0 ПСЖ (Франция)      |
| 3-й матч | 20 октября 2004  | Челси (Англия) 2-0 ЦСКА     |
| 4-й матч | 2 ноября 2004    | ЦСКА 0-1 Челси (Англия)     |
| 5-й матч | 24 ноября 2004   | ЦСКА 0-1 Порту (Португалия) |
| 6-й матч | 7 декабря 2004   | ПСЖ (Франция) 1-3 ЦСКА      |

Кубок УЕФА. 1/16 финала
| 1-й матч | 16 февраля 2005 | ЦСКА 2-0 Бенфика (Португалия) |
| 2-й матч | 24 февраля 2005 | Бенфика (Португалия) 1-1 ЦСКА |

Кубок УЕФА. 1/8 финала
| 1-й матч | 10 марта 2005 | Партизан (Сербия и Черногория) 1-1 ЦСКА |
| 2-й матч | 16 марта 2005 | ЦСКА 2-0 Партизан (Сербия и Черногория) |

Кубок УЕФА. 1/4 финала
| 1-й матч | 7 апреля 2005  | ЦСКА 4-0 Осер (Франция) |
| 2-й матч | 14 апреля 2005 | Осер (Франция) 2-0 ЦСКА |

Кубок УЕФА. 1/2 финала
| 1-й матч | 28 апреля 2005 | Парма (Италия) 0-0 ЦСКА |
| 2-й матч | 5 мая 2005     | ЦСКА 3-0 Парма (Италия) |

Кубок УЕФА. Финал.
|  | 18 мая 2005 | Спортинг (Португалия) 1-3 ЦСКА |

Суперкубок Европы.
|  | 26 августа 2005 | Ливерпуль (Англия) 3-1 ЦСКА |

### Зенит (Санкт-Петербург)

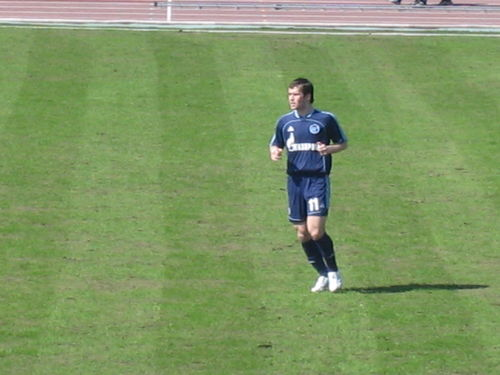
Лучший бомбардир Зенита на европейской арене, форвард сборной России Александр Кержаков

Кубок УЕФА. Второй квалификационный раунд.
| 1-й матч | 10 августа 2004 | Суперфунд (Австрия) 3-1 Зенит (Санкт-Петербург) |
| 2-й матч | 26 августа 2004 | Зенит (Санкт-Петербург) 2-0 Суперфунд (Австрия) |

Кубок УЕФА. Первый раунд.
| 1-й матч | 16 сентября 2004 | Зенит (Санкт-Петербург) 4-0 Црвена звезда (Сербия и Черногория) |
| 2-й матч | 30 сентября 2004 | Црвена звезда (Сербия и Черногория) 1-2 Зенит (Санкт-Петербург) |

Кубок УЕФА. Групповой этап, группа H.
| 1-й матч | 21 октября 2004 | Зенит (Санкт-Петербург) 5-1 АЕК (Греция)         |
| 2-й матч | 4 ноября 2004   | Лилль (Франция) 2-1 Зенит (Санкт-Петербург)      |
| 3-й матч | 25 ноября 2004  | Зенит (Санкт-Петербург) 1-1 Севилья (Испания)    |
| 4-й матч | 2 декабря 2004  | Алеманния (Германия) 2-2 Зенит (Санкт-Петербург) |

### Терек (Грозный)
Кубок УЕФА. Второй квалификационный раунд.
| 1-й матч | 10 августа 2004 | Терек (Грозный) 1-0 Лех (Польша) |
| 2-й матч | 26 августа 2004 | Лех (Польша) 0-1 Терек (Грозный) |

Кубок УЕФА. Первый раунд.
| 1-й матч | 16 сентября 2004 | Терек (Грозный) 1-1 Базель (Швейцария) |
| 2-й матч | 30 сентября 2004 | Базель (Швейцария) 2-0 Терек (Грозный) |

### Рубин (Казань)
Кубок УЕФА. Второй квалификационный раунд.
| 1-й матч | 10 августа 2004 | Рапид (Вена) 0-2 Рубин (Казань) |
| 2-й матч | 26 августа 2004 | Рубин (Казань) 0-3 Рапид (Вена) |

## Российские клубы в еврокубках. Сезон 2005/2006
Россию на клубном уровне в Европе представляло 4 команды. В Лиге Чемпионов московский «Локомотив» не смог отобраться в основной турнир, проиграв в третьем квалификационном раунде австрийскому «Рапиду». Но несмотря на поражение, клуб продолжил борьбу в Кубке УЕФА, где благодаря довольно успешной игре смог выйти в 1/16 финала. По сумме двух матчей «Локомотив» уступил испанской «Севилье». Прошлогодний победитель Кубка УЕФА, клуб ЦСКА, не смог попасть в стадию плей-офф, заняв в не самой сильной группе F лишь четвёртое место. Самарские «Крылья Советов» уже в первом раунде Кубка УЕФА уступили по сумме двух встреч прошлогоднему полуфиналисту турнира, голландскому клубу АЗ. «Зенит» вышел из своей группы H и участвовал в весенней стадии Кубка УЕФА, где его на стадии 1/4 финала переиграла испанская Севилья.